# Hagbo och Björkhaga
Hagbo och Björkhaga is een plaats in de gemeente Karlskrona in het landschap Blekinge en de provincie Blekinge län in Zweden. De plaats heeft 66 inwoners (2005) en een oppervlakte van 21 hectare.